# Assia Djebar
Fatima-Zohra Imalayen (30 tháng 6 năm 1936 – 6 tháng 2 năm 2015), thường được biết đến với bút danh Assia Djebar (Tiếng Ả Rập: آسيا جبار‎) là một tiểu thuyết gia, biên dịch viên và nhà làm phim người Algérie. Hầu hết các tác phẩm của bà hướng đến những khó khăn mà người phụ nữ phải đối mặt và bà nhận được sự chú ý vì lập trường nữ quyền vốn có của mình. Bà "thường được gắn kết với các phong trào viết dành cho phụ nữ, các tiểu thuyết của bà tập trung rõ ràng vào nguồn gốc phả hệ của phụ nữ Algérie và bà có lập trường chính trị phản đối mạnh mẽ chế độ gia trưởng cũng như chống lại thực dân." Djebar được xem là một trong những ngòi bút ưu tú và có sức ảnh hưởng bật nhất từ Bắc Phi. Bà được bầu vào hội đồng Académie française vào ngày 16 tháng 6 năm 2005, là nhà văn đầu tiên từ vùng Maghreb nhận được nhiều sự đón nhận đến như vậy. Trong toàn bộ sự nghiệp văn học của mình, bà đã được trao Giải văn học quốc tế Neustadt năm 1996. Bà cũng thường được xướng tên đề cử cho giải Nobel văn học.

## Tiểu sử
Djeba sinh vào ngày 30 tháng 6 năm 1936 với tên khai sinh là Fatima-Zohra Imalayen, lấy từ Tahar Imalhayène và Bahia Sahraoui, một gia đình gốc Berber. Bà lớn lên tại Cherchell, một ngôi làng cảng biển nhỏ nằm gần Algiers thuộc tỉnh Aïn Defla. Cha của Djebar là thầy giáo dạy tiếng Pháp tại trường tiểu học mà bà cũng từng theo học Mouzaïaville dans la Mitidja. Sau đó, Djebar học tại một trường nội trú tư nhân ở Blida, khi bà là một trong hai nữ sinh duy nhất tại trường. Bà cũng từng theo học tại Collège de Blida, một trường trung học tại Algiers và bà là người Hồi giáo duy nhất trong lớp học. Bà đã nhập học tại École normale supérieure de jeunes filles năm 1955, từ đó trở thành người phụ nữ Algeria và người phụ nữ Hồi giáo đầu tiên được học trong những trường ưu tú nhất của Pháp. Việc học của bà đã bị gián đoạn bởi chiến tranh Algérie nhưng sau đó bà đã tiếp tục theo học lại tại Tunis.

## Sự nghiệp
Năm 1957, bà cho xuất bản tiểu thuyết đầu tiên La Soif ("Cơn khát ") dưới bút danh Assia Djebar. Quyển sách khác mang tên Les Impatients cũng được xuất bản vào một năm sau đó. Đồng thời trong năm 1958, bà và Ahmed Ould-Rouïs bắt đầu một cuộc hôn nhân và cuối cùng phải chấm dứt trong ly hôn. Djebar giảng dạy tại Đại học Rabat (1959-1962) và sau đó tại Đại học Algiers.
Năm 1962, Djebar trở về Algeria và cho xuất bản Les Enfants du Nouveau Monde và tiếp đó là Les Alouettes Naïves vào năm 1967. Bà sống tại Paris trong khoảng thời gian từ năm 1965 đến 1974 trước khi trở về Algeria lần nữa và tái hôn vào năm 1980 với nhà thơ người Algeria Malek Alloula. Cặp vợ chồng cùng chung sống tại Paris, Pháp nơi bà đã có cuộc hẹn nghiên cứu tại Trung tâm Văn hóa Algeria.
Năm 1985, Djebar cho ra L'Amour, la fantasia (Bản dịch: Fantasia: An Algerian Cavalcade, Heinemann, 1993), trong đó bà "liên tục nói về bất đồng ngôn ngữ, về hình ảnh của bà gắn với người tri thức Hồi giáo, nữ quyền, Algeria và được tiếp xúc với nền giáo dục phương Tây, về vai trò là người đại diện phát ngôn cho phụ nữ Algeria nói riêng cũng như cho phụ nữ nói chung."
Năm 2005, Djebar đã được bầu vào viện nghiên cứu văn học bật nhất của Pháp Académie française, một hội đồng uy tín có nhiệm vụ bảo vệ di sản ngôn ngữ Pháp, các thành viên trong hội đồng được gọi là "bất tử" và giữ vai trò đến suốt đời. Bà là nhà văn đầu tiên từ Bắc Phi và là người phụ nữ thứ năm được bầu vào tổ chức. Djebar giữ chức giáo sư Silver Chair ngành văn học ngôn ngữ Pháp tại Đại học New York.
Djebar được biết đến như tiếng nói cải cách Hồi giáo khắp các nước Ả rập, đặc biệt trong lĩnh vực ủng hộ dành thêm quyền lợi cho phụ nữ.
Djebar mất vào tháng 2 năm 2015 ở tuổi 78.

## Giải thưởng
Năm 1985, bà thắng Giải Franco-Arab Friendship với tác phẩm L'Amour la Fantasia.
Năm 1996, Djebar thắng Giải Văn học Quốc tế Neustadt uy tính với những công hiến của bà cho nền văn học thế giới.
Một năm sau đó, bà thắng Giải Marguerite Yourcenar.
Năm 1998, bà thắng Giải thưởng Quốc tế của Palmi.
Năm 2000, bà thắng Giải Hòa bình của ngành kinh doanh sách Đức.

## Tưởng nhớ
Ngày 30 tháng 6 năm 2017, Google dành một Doodle cho nữ tiểu thuyết gia nhằm kỷ niệm 81 năm ngày sinh của bà. Doodle có mặt tại tất cả quốc gia thuộc thế giới Ả Rập.

## Tác phẩm
- La Soif (Cơn khát), 1957 (tiếng Anh: The Mischief)
- Les impatients, 1958
- Les Enfants du Nouveau Monde, 1962 (tiếng Anh: Children of the New World)
- Les Alouettes naïves, 1967
- Poème pour une algérie heureuse, 1969
- Rouge l'aube
- L'Amour, la fantasia, 1985 (tiếng Anh: Fantasia: An Algerian Cavalcade)
- Ombre sultane 1987 (tiếng Anh: A Sister to Scheherazade)
- Loin de Médine, (tiếng Anh: Far from Medina)
- Vaste est la prison, 1995 (tiếng Anh: So Vast the Prison)
- Le blanc de l'Algérie, 1996 (tiếng Anh: Algerian White)
- Oran, langue morte, 1997 (tiếng Anh: The Tongue's Blood Does Not Run Dry: Algerian Stories)
- Les Nuits de Strasbourg, 1997
- Femmes d'Alger dans leur appartement (tiếng Anh: Women of Algiers in Their Apartment)
- La femme sans sépulture, 2002
- La disparition de la langue française, 2003
- Nulle part dans la maison de mon père, 2008

### Phim bộ
- La Nouba des femmes du Mont Chenoua, 1977
- La Zerda ou les chants de l'oubli, 1979

Nguồn: